# Narimanov
Narimanov è una città della Russia europea meridionale (oblast' di Astrachan'), situata sulla sponda destra del Volga, 48 chilometri a nordovest del capoluogo Astrachan'; è il capoluogo amministrativo del distretto omonimo.

## Società

### Evoluzione demografica
Fonte: mojgorod.ru
- 1979: 3.400
- 1989: 11.100
- 1996: 12.300
- 2007: 10.900